# Sydney Baynes
Sydney Baynes, född 1 februari 1879, död 9 mars 1938, var en engelsk kompositör och musiker.

## Filmmusik (urval)
- 1946 – Begär